# Pierre-Ernest Prins

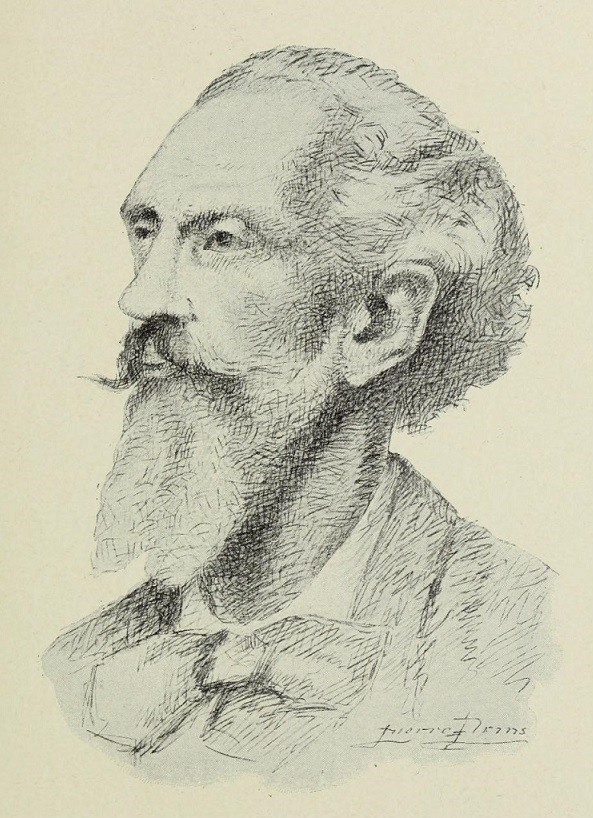
Pierre-Ernest Prins: Selbstbildnis, Zeichnung

Pierre-Ernest Prins (* 26. November 1838 in Paris; † 21. Januar 1913 ebenda) war ein französischer Maler und Bildhauer.

## Leben
Pierre-Ernest Prins orientierte sich zunächst an den Malern der Schule von Barbizon, von denen er besonders Jean-Baptiste Camille Corot und Charles-François Daubigny favorisierte. In den 1860er Jahren war er regelmäßiger Gast im Künstlerlokal Café Guerbois, wo er Édouard Manet kennenlernte, mit dem ihm fortan eine lebenslange Freundschaft verband. Manet porträtierte 1868 die Violinistin Fanny Claus (1847–1877) für sein bekanntes Gemälde Der Balkon. Prins heiratete 1869 Fanny Claus, die er möglicherweise durch Manet kennengelernt hatte. Zu den weiteren Künstlerfreunden, die er beispielsweise im Ausflugslokal L'auberge du Père Fournaise in Chatou traf, gehörten Albert Charles Lebourg und Armand Guillaumin.
Prins nahm an keiner der Gruppenausstellungen der Impressionisten von 1874 bis 1886 teil und hatte mit seinen Bildern zunächst keinen kommerziellen Erfolg. Erst 1890 widmete ihm die Galerie Georges Petit in der Rue de Sèze eine Ausstellung. Die Kunstzeitschrift La Revue des Arts würdigte 1897 das Schaffen von Pierre Ernest Prins und verglich seine Arbeiten mit denen von Théodore Rousseau und Jean-François Millet. Neben Stadtansichten schuf Prins überwiegend Landschaftsbilder. Hierbei arbeitete er meist in Pastelltechnik. In seinen Bildern finden sich häufig Motive wie Heuschober oder Dörfer der Île-de-France, bei denen er der Darstellung des Himmels große Aufmerksamkeit widmet und eine Vorliebe für Stimmungen der Abendsonne zeigt. Sein Malstil stand der impressionistischen Malerei seiner Freunde nahe und ist in seinem Spätwerk vom Symbolismus beeinflusst.

## Werke
- Selbstbildnis, Zeichnung, Verbleib unbekannt
- Soleil blanc sur la Manche, le soir, Musée d’Orsay, Paris
- Pêcheurs à Saint-Valery-sur-Somme, Musée d’Orsay, Paris
- Brume et soleil sur la Manche, Musée d’Orsay, Paris
- Ciel breton au Pouldu, Musée d’Orsay, Paris
- Sur la Manche, le soir à Berck, Musée d’Orsay, Paris
- Le Lapin Agile, Musée Carnavalet, Paris
- La Maison Fleurie, Privatsammlung
- Meules au couchant, Privatsammlung

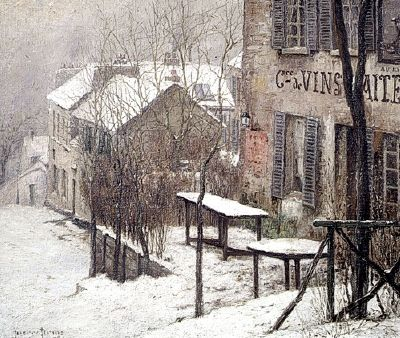
Le Lapin Agile
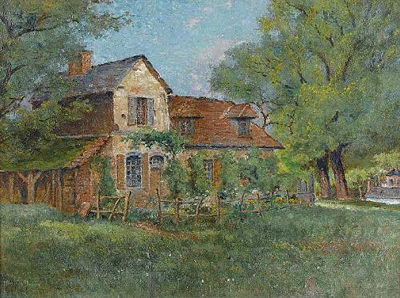
La Maison Fleurie
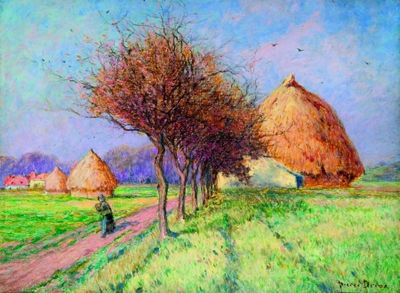
Meules au couchant
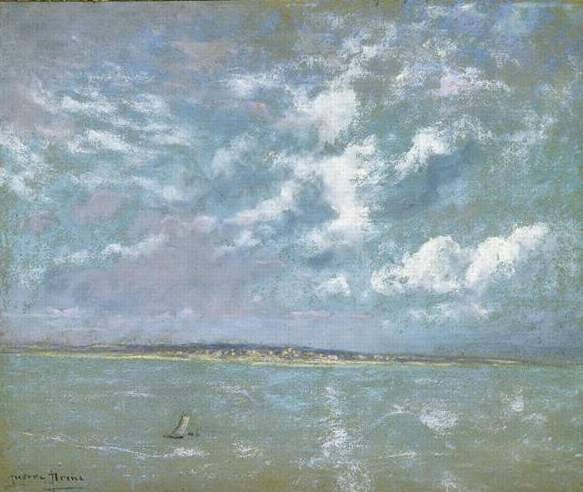
Ciel breton au Pouldu
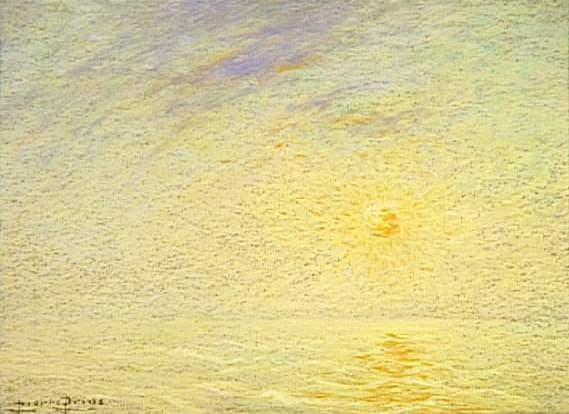
Brume et soleil sur la Manche